# ۷ کاپز
۷ کاپز (به انگلیسی: 7 Cups) تارنما و نیز اپلیکیشن است که خدمات رایگانی را در اختیار افرادی که دچار تنش هیجانی هستند قرار می‌دهد و آنها را به افرادی که برای گوش سپردن حرفه‌ای آموزش دیده‌اند مرتبط می‌سازد. فرد گوش‌سپارنده که برای گوش‌سپاری فعال آموزش دیده است، از طریق گفتگویی با هویت ناشناس و محرمانه با فرد جویای کمک گفتگو می‌کند. کاربران ۷ کاپز باید حداقل ۱۳ ساله باشند و حداقل سن برای گوش‌سپارندگان نیز بالای ۱۵ سال است. نام این تارنما از شعری از لو تونگ (به انگلیسی: Lu Tong) که شاعر قرن نهم میلادی بود الهام گرفته شده‌است. گلن موریارتی (انگلیسی: Glen Moriarty) که یک روانشناس است، این استارتاپ را در ماه ژوئیه ۲۰۱۳ میلادی در شتابدهنده وای کامبینیتر تأسیس کرد.